# 고어 (뉴질랜드)

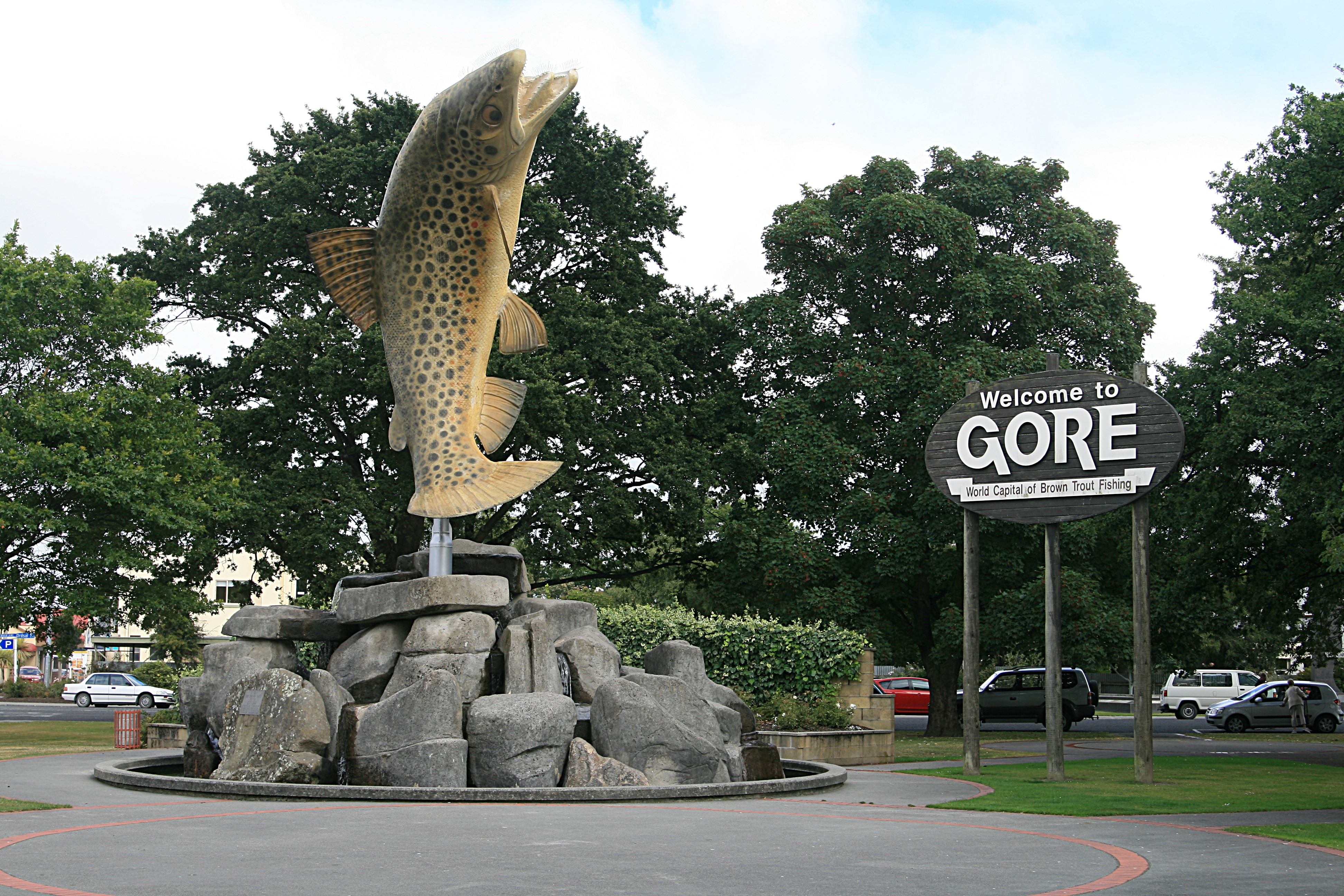
갈색 송어의 조각, 고어 북쪽 입구

고어 구(Gore District)는 뉴질랜드 남섬의 사우스랜드 지방의 구이다.

## 지리
고어 구는 1,251.62 km2의 면적에, 2010년 7월 기준으로 인구 12,300명의 타운이다. 고어 타운은 인버카길 북동쪽으로 64 km 지점에, 밸크러서의 서쪽 70 km 떨어진 곳에 위치한다. 더니딘과 인버카길이 가장 가까운 시이다. 도시 지역은 2010년 7월 인구를 기준으로 9,770명이며, 사우스랜드 지정에서 두 번째로 규모가 많다. 고어는 주변을 둘러싼 사회에 각종 서비스를 제공하는 서비스 도시이다.
마타우라 강으로 고어와 동고어가 나뉘며, 타운의 대부분은 강의 서쪽 언덕에 위치하고 있다. 고객 서비스는 2003년에 중지되었지만, 더니딘에서 인버카길로 오는 주요 남쪽 노선 철도는 이 마을을 지나간다. 고어는 한때 와이메아 평원 철도가 럼즈든에 있는 킹스턴 브랜치와 연결하기 위해 서쪽으로 달리는 가장 분주한 철도 교차역이었다. 반면 와이카카 브랜치는 맥나브 근처의 주요 남선과 연결된다. 뉴질랜드의 가장 유명한 보존 열차는 〈킹스턴 플라이어〉로 이 기차는 한때 킹스턴과 고어 사이를 달렸던 여객열차이다.
고어는 뉴질랜드 민요인 호코누이 달빛(Hokonui moonshine)의 고향이다. 금주령 기간 동안, 타운 서쪽의 호코누이 힐즈는 불법 주조한 술 생산지로 명성을 얻었다.
고어의 지방 라디오 방송국 호코누이 골드는 이 타운 지역에 서비스를 한다.

## 인구
| 연도  | 인구  | ±% p.a. |
| ----- | ----- | ------- |
| 2006  | 7,755 | —       |
| 2013  | 7,692 | −0.12%  |
| 2018  | 7,911 | +0.56%  |
| 출처: |       |         |

## 기후
| Gore의 기후              | Gore의 기후 | Gore의 기후 | Gore의 기후 | Gore의 기후 | Gore의 기후 | Gore의 기후 | Gore의 기후 | Gore의 기후 | Gore의 기후 | Gore의 기후 | Gore의 기후 | Gore의 기후 | Gore의 기후 |
| 월                       | 1월         | 2월         | 3월         | 4월         | 5월         | 6월         | 7월         | 8월         | 9월         | 10월        | 11월        | 12월        | 연간        |
| ------------------------ | ----------- | ----------- | ----------- | ----------- | ----------- | ----------- | ----------- | ----------- | ----------- | ----------- | ----------- | ----------- | ----------- |
| 일평균 최고 기온 °C (°F) | 20.1 (68.2) | 20.3 (68.5) | 18.4 (65.1) | 15.6 (60.1) | 12.1 (53.8) | 8.8 (47.8)  | 8.8 (47.8)  | 10.8 (51.4) | 13.3 (55.9) | 15.3 (59.5) | 17.1 (62.8) | 18.9 (66.0) | 15.0 (58.9) |
| 일일 평균 기온 °C (°F)   | 14.9 (58.8) | 15 (59)     | 13.2 (55.8) | 10.7 (51.3) | 7.6 (45.7)  | 4.8 (40.6)  | 4.5 (40.1)  | 6 (43)      | 8.4 (47.1)  | 10.4 (50.7) | 12 (54)     | 13.9 (57.0) | 10.1 (50.3) |
| 일평균 최저 기온 °C (°F) | 9.8 (49.6)  | 9.7 (49.5)  | 8.1 (46.6)  | 5.8 (42.4)  | 3.2 (37.8)  | 0.8 (33.4)  | 0.3 (32.5)  | 1.3 (34.3)  | 3.5 (38.3)  | 5.5 (41.9)  | 6.9 (44.4)  | 8.9 (48.0)  | 5.3 (41.6)  |
| 평균 강수량 mm (인치)    | 104 (4.1)   | 71 (2.8)    | 88 (3.5)    | 86 (3.4)    | 102 (4.0)   | 83 (3.3)    | 69 (2.7)    | 59 (2.3)    | 74 (2.9)    | 84 (3.3)    | 76 (3.0)    | 91 (3.6)    | 987 (38.9)  |
| 출처: Climate-Data.org   |             |             |             |             |             |             |             |             |             |             |             |             |             |